# Cavalla
Die Cavalla oder Pferdemakrele (Caranx hippos) ist ein Fisch aus der Familie der Stachelmakrelen (Carangidae). Die Fische kommen im tropischen und subtropischen Westatlantik von der Küste Nova Scotias, über den nördlichen Golf von Mexiko bis nach Uruguay vor. Bei den östlichen Kleinen Antillen fehlen sie. Im östlichen Atlantik reicht das Verbreitungsgebiet von der Küste Portugals bis nach Angola und schließt auch das westliche Mittelmeer ein. Meldungen über Vorkommen im Indischen Ozean beruhen auf Verwechselungen mit Caranx ignobilis. Die ähnlichen Stachelmakrelen aus dem Pazifik gehören zu Caranx caninus einer möglicherweise conspezifischen Population.

## Merkmale
Die Cavalla wird für gewöhnlich 75 cm lang, maximal wurde eine Länge von 124 cm gemessen. Das Kopfprofil ist steil, die Brust schuppenlos, mit Ausnahme eines kleinen, mittleren Bereichs direkt vor den Bauchflossen. Ihre Farbe ist auf dem Rücken oliv bis blaugrün, an den Seiten und am Bauch silbrig. Ein auffälliger schwarzer Fleck befindet sich am oberen Kiemendeckel, ein weiterer an der Brustflossenbasis. Die Schwanzflosse ist gelblich. Die Spitzen von Rücken- und Schwanzflosse können schwarz sein. Rücken- und Afterflosse sind anfangs erhöht. 
- Flossenformel: Dorsale IX, 19–21, Anale III/15–17.

## Lebensweise
Die Pferdemakrele lebt in Tiefen von einem bis 200 Metern über dem Kontinentalschelf. Jungfische leben in großen, sich schnell bewegenden Schwärmen und gehen auch in Flussmündungen, ältere Pferdemakrelen leben auch allein. Sie ernährt sich von kleineren Fischen, Garnelen und anderen Wirbellosen. Gefangene Pferdemakrelen stoßen oft grunzende Laute aus.